# Walnut (Iowa)
Walnut és una població dels Estats Units a l'estat d'Iowa. Segons el cens del 2000 tenia 778 habitants.

## Demografia
Segons el cens del 2000, Walnut tenia 778 habitants, 326 habitatges, i 231 famílies. La densitat de població era de 140,4 habitants/km².
Dels 326 habitatges en un 28,5% hi vivien nens de menys de 18 anys, en un 61,7% hi vivien parelles casades, en un 6,1% dones solteres, i en un 29,1% no eren unitats familiars. En el 27,3% dels habitatges hi vivien persones soles el 15,3% de les quals corresponia a persones de 65 anys o més que vivien soles. El nombre mitjà de persones vivint en cada habitatge era de 2,39 i el nombre mitjà de persones que vivien en cada família era de 2,88.
Per edats la població es repartia de la següent manera: un 25,2% tenia menys de 18 anys, un 6,4% entre 18 i 24, un 22,5% entre 25 i 44, un 26% de 45 a 60 i un 19,9% 65 anys o més.
L'edat mediana era de 42 anys. Per cada 100 dones de 18 o més anys hi havia 89,6 homes.
La renda mediana per habitatge era de 36.154 $ i la renda mediana per família de 44.500 $. Els homes tenien una renda mediana de 29.464 $ mentre que les dones 18.750 $. La renda per capita de la població era de 16.489 $. Entorn del 5,2% de les famílies i el 8,5% de la població estaven per davall del llindar de pobresa.

## Poblacions més properes
El següent diagrama mostra les poblacions més properes.